# 蕭瓛
蕭 瓛（しょう けん、569年 - 589年）は、後梁の明帝蕭巋の三男。字は欽文。

## 経歴
後梁の荊州刺史となり、有能で知られた。587年（開皇7年）、隋の崔弘度が後梁を屈服させるべく兵を率いて鄀州に到達すると、蕭瓛はなすすべもなく叔父の蕭巌とともに南朝陳に亡命した。南朝陳により侍中・安東将軍・呉州刺史に任じられた。589年（開皇9年）、陳が隋に滅ぼされると、蕭瓛は呉州の人々に推されて主となった。南朝梁の末裔として江南の人々の信望をえて、梁の再興に期待する人々がかれのもとに集まった。隋の褒国公宇文述が兵を率いて蕭瓛を討つべくやってくると、蕭瓛は王哀に呉州を守らせ、自身は兵を率いて宇文述にあたった。宇文述が兵を分けて別道から呉州を襲撃させると、王哀は道士の服を着て城を捨てて逃亡した。蕭瓛の兵がこのことを知ると、士気は著しく落ちて、宇文述と一戦して敗れた。蕭瓛は側近数人とともに太湖に逃れ、民家に隠れたが、人に捕らえられて宇文述のもとに送られ、長安で斬られた。享年は21。

## 伝記資料
- 『隋書』巻79 列伝第44
- 『北史』巻93 列伝第81